# Duraglia xanthe
Duraglia xanthe là một loài bướm đêm trong họ Geometridae.